# Liste des monuments historiques de Belley
Cet article recense les monuments historiques de Belley, dans l'Ain, en France. 

## Statistiques
Belley compte douze édifices comportant au moins une protection au titre des monuments historiques, la 3e concentration de monuments historiques de l'Ain après Pérouges et Bourg-en-Bresse. Cinq édifices comportent au moins une partie classée, les 7 autres sont inscrits.

## Liste
| Monument                                   | Adresse                                                                         | Coordonnées                      | Notice         | Protection | Date | Illustration                               |
| ------------------------------------------ | ------------------------------------------------------------------------------- | -------------------------------- | -------------- | ---------- | ---- | ------------------------------------------ |
| Cathédrale Saint-Jean                      |                                                                                 | 45° 45′ 27″ nord, 5° 41′ 21″ est | « PA00116300 » | Classé     | 1906 | Cathédrale Saint-Jean                      |
| Hôtel Brillat-Savarin                      | Grande-Rue 62                                                                   | 45° 45′ 34″ nord, 5° 41′ 20″ est | « PA00116302 » | Inscrit    | 1926 | Hôtel Brillat-Savarin                      |
| Hôtel des ducs de Savoie                   | Grande-Rue 34                                                                   | 45° 45′ 35″ nord, 5° 41′ 17″ est | « PA00116303 » | Inscrit    | 1926 | Hôtel des ducs de Savoie                   |
| Hôtel de province du Bugey                 | Rue des Cordeliers                                                              | 45° 45′ 34″ nord, 5° 41′ 12″ est | « PA00116304 » | Inscrit    | 1944 | Hôtel de province du Bugey                 |
| Ancien hôtel de ville de Belley            | Rue Lamartine                                                                   | 45° 45′ 35″ nord, 5° 41′ 14″ est | « PA00116305 » | Inscrit    | 1944 | Ancien hôtel de ville de Belley            |
| Lycée Lamartine                            | 41, rue Georges-Girard                                                          | 45° 45′ 43″ nord, 5° 41′ 06″ est | « PA00116306 » | Inscrit    | 1981 | Lycée Lamartine                            |
| Maison dite d'Olivier Le Daim (maison May) | 34, rue des Cordeliers Rue Saint-Jean                                           | 45° 45′ 30″ nord, 5° 41′ 19″ est | « PA00116307 » | Inscrit    | 1971 | Maison dite d'Olivier Le Daim (maison May) |
| Maison du Vachat                           | Grande-Rue 11                                                                   | 45° 45′ 37″ nord, 5° 41′ 14″ est | « PA00116308 » | Inscrit    | 1973 | Maison du Vachat                           |
| Palais épiscopal de Belley                 |                                                                                 | 45° 45′ 28″ nord, 5° 41′ 23″ est | « PA00116301 » | Classé     | 1932 | Palais épiscopal de Belley                 |
| Petit séminaire de Belley                  | Rue Sainte-marie                                                                | 45° 45′ 25″ nord, 5° 41′ 29″ est | « PA00116309 » | Classé     | 1840 | Petit séminaire de Belley                  |
| Place de la Cathédrale                     |                                                                                 | 45° 45′ 28″ nord, 5° 41′ 20″ est | « PA00116310 » | Classé     | 1944 | Place de la Cathédrale                     |
| Pierre à cupules                           | Parc Jean-Pierre-Camus du palais épiscopal de Belley (originellement à Magnieu) | 45° 45′ 27″ nord, 5° 41′ 25″ est | « PA00116421 » | Classé     | 1920 | Pierre à cupules                           |